# 東光寺 (桶川市)
東光寺（とうこうじ）は、埼玉県桶川市にある天台宗の寺院。

## 歴史
829年（天長6年）、慈覚大師円仁によって開山された。円仁は近くの泉福寺を開山した折に、宿坊として「東光寺」と「西光寺」を建て、両寺に自ら刻んだ不動明王像を安置したのが当寺の起源である。
1765年（明和2年）、宿場周辺の村落に課せられた労役「助郷」に反対する伝馬騒動が勃発、当地でも名主だった高橋甚左衛門の屋敷が襲撃され、多くの死傷者を出した。甚左衛門の子の甚八は犠牲者の菩提を弔うために出家、「常禅」と称し、当寺で彼らを供養した。
1881年（明治14年）、西光寺を吸収合併し、円仁作の不動明王像を引き取った。そのため、現在は不動明王像が二体となっている。

## 交通アクセス
- 路線バス公民館入口停留所より徒歩26分。